# Kalinków
Kalinków (prononciation [kaˈlinkuf]) est un village de la gmina d'Aleksandrów, du powiat de Piotrków, dans la voïvodie de Łódź, situé dans le centre de la Pologne.
Il se situe à environ 3 kilomètres au nord d'Aleksandrów (siège de la gmina), 25 kilomètres au sud-est de Piotrków Trybunalski (siège du powiat) et 66 kilomètres au sud-est de Łódź (capitale de la voïvodie).
Sa population s'élevait approximativement à 180 habitants en 2006.

## Administration
De 1975 à 1998, le village était attaché administrativement à l'ancienne voïvodie de Piotrków.

Depuis 1999, il fait partie de la nouvelle voïvodie de Łódź.